# Francesco Antonio Pistocchi

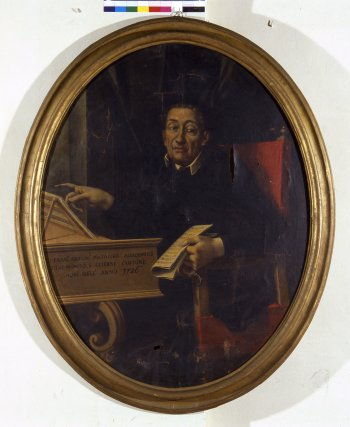
Antonio Pistocchi

Francesco Antonio Mamiliano Pistocchi, auch Pistocchino genannt (* 1659 in Palermo; † 13. Mai 1726 in Bologna) war ein italienischer Komponist, Librettist, Alt-Kastrat und Gesangslehrer.

## Gesangskarriere
Pistocchi wurde in Palermo geboren, wo der Vater Giovanni Pistocchi zu der Zeit als Violinist und Sänger tätig war. 1661 siedelten seine Eltern nach Bologna über, da sein Vater an der Kapelle des Domes Basilika San Petronio als Violinist Anstellung fand. Schon als Dreijähriger fiel Pistocchi durch seine schöne Stimme auf und „bezauberte … in öffentlichen Konzerten mit seinen Liedchen die Herzen aller Hörer“. Schon in diesem jungen Alter sei er regelmäßig in Kirchen, aber auch in Privatkonzerten von Kardinälen und des Großherzogs der Toskana aufgetreten, berichtet er im Nachwort der ersten Kompositionen aus seiner Hand, die 1667, also als Pistocchi acht Jahre alt war, gedruckt wurden, wohl um die Zweifel zu zerstreuen, ein Kind könne solche Kompositionen geschaffen haben.
Schon im Kindesalter war er an der Kapelle der Basilika San Petronio in Bologna angestellt. Im Alter von 15 Jahren, 1674, trat er in Ferrara erstmals auf die Bühne. In der Folge wurde er 1675 aus der Domkapelle entlassen, aber „schon stritten sich die Theater um den neuaufgehenden Stern, überall rauschten ihm Beifall und Bewunderung entgegen“.
Allerdings sollte Pistocchi bald seine Stimme verlieren. Franz Haböck führt das, anders als die von ihm zitierten Forscher, darauf zurück, dass sein Vater ihn zum Sopranisten ausbildete und in Sopranrollen presste, auch wenn seine natürliche Stimmlage Alt war. Pistocchi ging dann nach Venedig, wo er in mühsamer Kleinarbeit Ton für Ton seine Stimme wiedererlangte. Erst nach 1687 ist Pistocchi wieder – nunmehr als Altkastrat – in verschiedenen Opernproduktionen in Norditalien nachweisbar.
Während seiner „Stimmkrise“ machte Pistocchi in Venedig die Bekanntschaft mit dem Komponisten Domenico Gabrielli, der ebenfalls aus Bologna kam und an der dortigen Kapelle des Domes San Petronio beschäftigt gewesen war. Vor allem aber komponierte Pistocchi selbst fleißig weiter und bereits 1679 gelangte seine erste Oper Leandro zur Aufführung in einem venezianischen Puppentheater, wobei die Sänger hinter der Bühne sangen.
Im Jahre 1687 wurde er als Sänger Mitglied der Accademia Filarmonica von Bologna und erst ab diesem Jahre auch, zunächst in Parma sowie später auch in Piacenza, Modena und Bologna auf der Opernbühne auf. Dabei wurde „besonders die Empfindung, der Geschmack und die unübertreffliche Anmut seiner Kunst hervorgehoben“. Im Dezember wurde er zusammen mit seinem Freund Giuseppe Torelli und Nicola Paris durch Markgraf Georg Friedrich II. von Brandenburg-Ansbach angeworben und brach nach Deutschland auf. Dort wirkte er ab dem Jahre 1696 als Kapellmeister. In Ansbach kam neben dem Schäferspiel Il Narciso (März 1697) im Jahre 1699 die von ihm komponierte Oper Le pazzie d'amore e dell'interesse zur Aufführung, in der er selbst die Rolle des Rosmiro übernahm und mit der das Ansbacher Hoftheater eröffnet wurde. Während ihrer Zeit in Ansbach nahm der später berühmte Violinist Johann Georg Pisendel Unterricht bei Pistocchi und Giuseppe Torelli.
Ende des Jahres 1699 ging er nach Wien und schrieb dort für den Grafen Nicolo Minato da Bergamo auf dessen eigenes Libretto eine kleine Oper mit dem Titel La risa di Democrito, die in Wien im Februar 1700 „mit gutem Erfolg“ zur Aufführung gelangte.
Bereits im Mai 1700 verließ Pistocchi Wien wieder und kehrte nach Bologna zurück, wo er als cantante di concerto, also Konzertsänger, wieder an der Kapelle der Basilika San Petronio angestellt wurde. Für die Mitwirkung an einem Kirchenkonzert wurde vertraglich eine Entlohnung von 5 Lire vereinbart, was vergleichsweise wenig ist. Allerdings war in dem Vertrag Pistocchi auch freigestellt worden, nach eigenem Belieben an anderen Orten und auf Opernbühnen aufzutreten. So trat er 1701 in Parma und 1702 in Mailand auf. 1702 wurde er virtuoso di camera e di capella beim Großherzog der Toskana Ferdinando de’ Medici.
Im Jahre 1703 kehrte er nach Bologna zurück und führte dort am 4. Oktober, dem Fest des Schutzheiligen der Basilika San Petronio eine achtstimmige Motette zu Ehren des Heiligen auf.
Nach einem Engagement als Vitige in La fede tradita von Francesco Gasparini (UA Venedig, Teatro San Cassiano 1704) nahm er mit seinem Auftritt als Antioco in Il più fedele tra Fassalli von Tomaso Albinoni (UA Genua, Teatro del Falcone 1705) Abschied von der Bühne. Offensichtlich waren seine eigenen gesanglichen Fähigkeiten bis dahin schon beträchtlich gesunken. In einem, freilich satirischen, Sonett heißt es über ihn: „Wenn Pistocchi einen Triller macht, gleicht es schier dem Geräusch, das es macht, wenn ein großer Sack mit Nüssen gerüttelt wird.“

## Die Gesangsschule von Bologna
Nach seinem Rückzug von der Bühne schrieb Pistocchi weiter eigene Musik, er war ja seit 1692 in der Abteilung der Komponisten der Accademia Filarmonica von Bologna aktiv. 1715 wurde er Mönch und erhielt seine Priesterweihe, fertigte nunmehr immer mehr Musik für kirchliche Anlässe, darunter mehrere Oratorien.
Schließlich gründete er seine berühmte Gesangsschule, die neben denen von Neapel und Venedig zu den bedeutendsten in ganz Italien zählte. Insbesondere für die Ausbildung von Kastraten erlangte Pistocchis Schule eine herausragende Bedeutung.
Zu den Besonderheiten seiner Technik der Gesangsausbildung schreibt Luigi Leonesi in einer Fußnote in der von ihm konnotierten Wiederauflage der Opinioni de’ cantori antichi, e moderni o sieno osservazioni sopra il canto figurato von Pier Francesco Tosi:

“Il celebre Pistocchi adoperava molto studio e diligenza nell’insegnare ai suoi scolari la perfetta pronunzia, dal che ne veniva che essi facevano intendere tutte le parole agli uditori, con la distinzione, quando occorreva, delle lettere raddoppiate. Non minor cura usava per i dittonghi, e non avveniva l’inconveniente oggi così frequente, di porre l’accento sull’ultima vocale quando è preceduta da un’altra, per esempio: iò, miò, tuò, leì, ecc.”

„Pistocchi ging mit viel Mühen und Fleiß daran, seinen Schülern die richtige Aussprache und Genauigkeit derselben, insbesondere bei Lautdopplungen [zwei mal derselbe Buchstabe/Laut hintereinander], beizubringen, damit der Zuschauer jedes einzelne der gesungenen Wörter verstehen könne. Nicht weniger Mühe wandte er auf die (korrekte Aussprache der) Diphthonge und insbesondere darauf auf, den Schülern die heute so verbreitete Unart abzugewöhnen, die Betonung auf den letzten der beiden Vokale (in einem Diphthong) zu legen, also z. B. mío zu sprechen und nicht mió.“

Der Erfolg seiner Gesangsausbildung war grandios, so dass sein Schüler Antonio Bernacchi, der zunächst beim Publikum durchfiel, nachdem er seine Ausbildung bei Pistocchi durchlaufen hatte und dessen Anweisungen bis ins kleinste Detail gefolgt war, als „einer der besten Sänger seiner Zeit gefeiert“ wurde.
Zu den bekanntesten Absolventen seiner Schule zählen:
- Antonio Bernacchi
- Stefano Pasi
- Gaetano Berenstadt
- Giovanni Battista Minelli
- Giovanni Antonio Riccieri
- Annibale Pio Fabri
- Francesca Boschi, auch bekannt als Francesca Vanini
- Valentino Urbani, auch bekannt als Valentini

Auch der wohl berühmteste Kastrat des 18. Jahrhunderts Farinelli ging bei Pistocchi in die Lehre.
Die Bologneser Gesangsschule wurde später von seinem Schüler Antonio Bernacchi fortgeführt. Pistocchi zog sich in das Kloster S. Filippo Neri bei Forli zurück, er komponierte dort Arien, Kantaten und Oratorien.
Pistocchi starb am 13. Mai 1726. Am 14. Mai veranstaltete die Accademia Filarmonica von Bologna eine große Trauerfeier mit seiner Musik in der Kirche von San Giovanni in Monte.

## Würdigung
Neben Pistocchi war an der Gesangsschule in Bologna der Komponist, Gesangslehrer und -theoretiker Pier Francesco Tosi tätig, der Pistocchi auch in seinem Gesangslehrwerk Opinioni de’ cantori antichi e moderni, o sieno osservazioni sopra il canto figurato als den „berühmtesten Sänger aller Zeiten“ würdigte, der „seinen Namen unsterblich gemacht dadurch, daß er der einzige Erfinder eines reifen und unnachahmlichen Geschmackes war und alle Schönheiten der Kunst gelehrt hatte, ohne dem Zeitmaß zuwider zu sein“.
Agricola fügte in seiner deutschen Übersetzung der Opinioni de’ cantori antichi, e moderni o sieno osservazioni sopra il canto figurato in einer Fußnote zu Pistocchi an:

„Ihm hat die Gesangskunst unstreitig viele Verbesserungen zu danken. Die meisten nach ihm in Wälschland [=Italien] berühmt gewordenen Sänger und Sängerinnen sind seine Schüler gewesen. Auch besaß er das Geheimnis, einen jeden nach seiner Fähigkeit und den besonderen Eigenschaften seiner Stimme singen zu lassen. Daher ist die Singart vieler Scholaren zwar sehr voneinander unterschieden, doch dabei immer gut gewesen, weil er das zufällige von dem wesentlichen Schönen in der Singkunst wohl zu scheiden wußte.“

## Bühnenwerke
- Il Leandro (Camillo Badovero), dramma per musica (5. Mai 1679 Venedig, Teatro alle Zattere; 1682 Venedig, S. Moisè als Gli amori fatali)
- Il Narciso, Pastorale per musica (März 1697 Ansbach, zur Eröffnung des Hoftheaters). (urn:nbn:de:bvb:824-04-1-n-iii-469-d-4)
- Le pazzie d’amore e dell’interesse (Pistocchi), Idea dramatica per musica (16. Juni 1699 Ansbach), mit ihm selbst als Rosmiro. (urn:nbn:de:bvb:824-04-1-n-iii-470-h-5)
- La risa di Democrito (Nicolò Minato), Trattenimento per musica (17. Februar 1700 Wien)
- La pace tra l’armi (Pistocchi), Serenata (5. September 1700 Ansbach)
- I rivali generosi (Zeno), Dramma per musica (April 1710 Reggio Emilia)

## Oratorien
- Il Martirio di S. Adriano